# Braz de Assis
Braz de Assis Nogueira (Botucatu, 29 de março de 1928 — São Paulo, 2 de junho de 2018), foi um administrador, agricultor e político brasileiro, deputado federal por São Paulo entre os anos de 1955 e 1975.

## Biografia
Filho de Agenor Nogueira e de Isolina Pais Nogueira, fez seus estudos básicos na cidade natal, concluindo-os em 1947. Iniciou sua carreira política elegendo-se vereador, pelo Partido Social Democrático, em Botucatu no ano de 1956, cumprindo o mandato até 1959. Suas atividades como cafeicultor e a proposta, como homem público, de atuar no setor, o projetaram no cenário da cafeicultura paulista. Em 1964 formou-se pela Escola Brasileira de Administração Pública e de Empresas, em São Paulo. Viajou aos Estados Unidos em 1965 e à Europa em 1966 como observador dos mercados consumidores de café, tornando-se membro, nesse último ano, da Junta Consultiva do Instituto Brasileiro do Café, atuando como relator dos seus “Planos de safra”, “Orçamentos” e “Balanços”.
No pleito de novembro de 1966 elegeu-se deputado federal por São Paulo na legenda da Aliança Renovada Nacional (ARENA), partido de apoio ao regime militar instaurado no país em abril de 1964, tomando assento na Câmara Federal em fevereiro do ano seguinte. Foi relator da comissão parlamentar de inquérito sobre atividades do Instituto Brasileiro de Reforma Agrária (Ibra) e do Instituto Nacional de Desenvolvimento Agrário (Inda), tendo representado a Câmara dos Deputados na reunião da Organização Internacional do Café, realizada em 1968 em Londres. Durante o mandato empenhou-se em transferir para a Faculdade de Ciências Médicas e Biológicas de Botucatu, o uso e posse da Fazenda Lageado, onde passaram a funcionar os cursos de agronomia, veterinária e a faculdade de zootecnia.
Em 1970 desligou-se da Junta Consultiva do IBC e no mês de novembro reelegeu-se deputado federal na mesma legenda, tornando-se no ano seguinte membro da Comissão de Economia e suplente da Comissão de Finanças. Ainda em 1971 cursou a Escola Superior de Guerra. Deixou a Câmara em janeiro de 1975, ao término da legislatura. Ainda neste ano, chegou a ser cotado como possível suplente do ex-governador Carvalho Pinto (1959-1963) no senado, mas decidiu retirar-se da cena política, passando a se dedicar às suas atividades anteriores: a administração de fazendas e a pecuária. No final da década de 1970 ensaiou um retorno à vida pública, como um dos fundadores do Diretório paulista do Partido Popular (PP), agremiação liderada nacionalmente por Tancredo Neves, do qual afastou-se por discordar da fusão desta legenda com o Partido do Movimento Democrático Brasileiro (PMDB).
Industrial, publicitário, pecuarista e cafeicultor, dirigiu fazendas em São Paulo e no Mato Grosso do Sul, sendo um dos primeiros a ocupar a frente de expansão no Pará. Tornou-se diretor da Empresa Teatral Peduti e da Associação Cristã de Moços, vice-presidente da Proex Produtores e Exportadores e membro da Associação Rural Brasileira e da Associação dos Criadores de Nelore do Brasil.
Em janeiro de 2000, suas atividades profissionais estavam concentradas na pecuária. Casou-se com Maria Rosa Peduti Nogueira, com quem teve duas filhas. Uma delas, Isolina do Carmo Nogueira de Sales, casou-se com Antônio Luís Barros de Sales, filho de Sales Filho, deputado federal por São Paulo entre 1955 e 1957, em 1958, e entre 1971 e 1975.